# BePink-Bongioanni
El BePink-Bongioanni (código UCI: BPK) es un equipo ciclista femenino italiano de categoría UCI Women's Continental Team, segunda categoría femenina del ciclismo en ruta a nivel mundial.

## Material ciclista
El equipo utiliza bicicletas Kemo y componentes.

## Clasificaciones UCI
Las clasificaciones del equipo y de su ciclista más destacado son las siguientes:
| Temporada | Clasificación por equipos | Mejor corredor    | Posición |
| 2016      | 10.º                      | Kseniya Tuhai     | 103.ª    |
| 2017      | 18.º                      | Olga Zabelínskaya | 59.ª     |

## Palmarés
Para años anteriores véase: Palmarés del BePink-Bongioanni.

### Palmarés 2025

#### UCI WorldTour Femenino
| Fechas | Carreras | Ganadora |

#### Calendario UCI Femenino
| Fechas | Carreras | Ganadora |

#### Campeonatos nacionales
| Fechas      | Carreras                      | Ganadora        |
| 29 de junio | Campeonato de Estonia en Ruta | Elisabeth Ebras |

## Plantillas
Para años anteriores, véase Plantillas del BePink-Bongioanni

### Plantilla 2023
| Integrantes del equipo 2023 | Integrantes del equipo 2023 | Integrantes del equipo 2023    | Integrantes del equipo 2023 |
| Corredor                    | Fecha de nacimiento         | Equipo previo                  |                             |
| --------------------------- | --------------------------- | ------------------------------ | --------------------------- |
| Valentina Basilico          | 17 de abril de 2003         |                                |                             |
| Letizia Brufani             | 23 de febrero de 2002       |                                |                             |
| Andrea Casagranda           | 22 de septiembre de 2004    |                                |                             |
| Lara Crestanello            | 21 de marzo de 2002         |                                |                             |
| Ziortza Isasi               | 5 de agosto de 1995         | Eneicat-RBH (2022)             |                             |
| Nora Jenčušová              | 14 de abril de 2002         |                                |                             |
| Alessia Patuelli            | 22 de diciembre de 2002     | UAE Team ADQ (2022)            |                             |
| Prisca Savi                 | 21 de marzo de 2002         |                                |                             |
| Jade Teolis                 | 12 de enero de 2002         | A.R. Monex Women's (2021)      |                             |
| Giorgia Vettorello          | 6 de julio de 2000          | Top Girls Fassa Bortolo (2022) |                             |
| Matilde Vitillo             | 8 de marzo de 2001          |                                |                             |
| Silvia Zanardi              | 3 de marzo de 2000          |                                |                             |
|                             |                             |                                |                             |
| Fuente: ProCyclingStats     |                             |                                |                             |